# The Springfield Connection
The Springfield Connection, llamado Springfield Connection en España y Contacto en Springfield en Latinoamérica, es un capítulo perteneciente a la sexta temporada de la serie animada Los Simpson, emitido originalmente el 7 de mayo de 1995. El episodio fue escrito por Jonathan Collier y dirigido por Mark Kirkland. Phil Hartman fue la estrella invitada, interpretando a Lionel Hutz. El título del episodio es una referencia a la película The French Connection.

## Sinopsis
Homer y Marge, volviendo de un concierto, pasan caminando por un lugar apartado de la ciudad. Homer previene a Marge, pero termina siendo engañado por Snake y su hermano en un juego de cartas arreglado. Cuando Marge descubre la trampa de Snake, lo persigue hasta atraparlo y lo noquea con una tapa de basura, posibilitando a la policía su detención. 
En los días siguientes, Marge comienza a darse cuenta de que su rutina de cada día era aburrida; por eso, decide ir a la jefatura de policía para unirse a la Policía de Springfield. Allí, luego de reírse de ella, la aceptan. Homer, sin embargo, no tiene nada de entusiasmo de que su esposa se una a la ley, pero ella le asegura que él seguiría siendo "el hombre de la casa".
Al día siguiente de que Marge pasa sus exámenes para ser policía y cuando se presenta para trabajar, sus jefes la envían a recorrer los vecindarios de Springfield, incluyendo Junkville, la parte más peligrosa de la ciudad. Al cabo del tiempo, Marge se va convirtiendo en una autoridad respetada, aunque sus amigas del salón de belleza comienzan a verla como "policía" todo el tiempo y ya no tanto como compañera.
En el día libre de Marge, por la noche, Homer y sus amigos (Lenny, Carl, Moe y Herman) juegan cartas en la sala de Homer. Herman, en un momento, pide que lo disculpen y se va a tomar aire fresco. Moe, por su parte, se pone a fumar un habano, y en ese momento Marge entra. Luego, los echa de su casa, diciendo que no podían realizar acciones ilegales, en ese caso el juego, en la casa de una policía. 
Al día siguiente, Marge comienza a entusiasmarse menos con su trabajo, ya que todos parecían infringir la ley, incluido Homer, quien se había estacionado mal. Pese a que Marge le insiste para que mueva su auto, Homer no obedece y se burla de ella. Ella, enojada, lo arresta, aunque es liberado unas horas más tarde. Cuando llega a su casa, Homer organiza otro encuentro de póker y luego descubre que Herman estaba usando su garaje para una operación de contrabando de pantalones vaqueros falsificados. Cuando Herman y sus secuaces están a punto de acabar con Homer, Marge aparece de repente y lo salva. Mientras esposa a los cómplices, Herman toma a Homer como rehén y escapa hacia la casa del árbol de Bart. Sin embargo, Marge vence a Herman una vez más, entrando a la casita por una puerta secreta. Herman trata de escapar usando un par de pantalones vaqueros para deslizarse por un cordel de ropa, pero los jeans, de pésima calidad, se rompen y el maleante cae al suelo diciendo "traicionado por su propia mercancía" . 
Más tarde, el jefe de policía Wiggum le dice a Marge que no podían encarcelar a Herman por falta de evidencia. Homer, sorprendido, lo increpa preguntándole sobre los jeans en la cochera, a lo que el jefe de policía responde que desaparecieron misteriosamente, aunque en realidad los policías se los habían apropiado. Finalmente, Marge decide renunciar a su empleo debido a tanta corrupción, lo que genera risas entre los oficiales.

## Producción
«The Springfield Connection» fue escrito por Jonathan Collier y dirigido por Mark Kirkland. Según Collier, la inspiración para el episodio de los Simpsons  fue por la esposa del antiguio productor ejecutivo Mike Reiss. En un momento, ella tenía seriamente decidir que quería convertirse en una oficial de policía, pero no fue así.La broma donde los policías se ríen de Marge durante un tiempo fue grabado por David Mirkin y cuenta con un "giro loco" en el final donde Wiggum dice "Bienvenida a bordo". Mirkin le gusta la broma tanto que lo repitió de nuevo el final del episodio. Marge utiliza un "McGriff el perro policía" un títere de mano que dice: "Ayúdame a terminar con la delincuencia".La marioneta es un homenaje a McGruff el perro del crimen -los productores había querido utilizar el verdadero McGruff, pero no pudo obtener el permiso para utilizar el personaje. La idea de tener una tienda de vaqueros falsificados se lanzó porque en ese momento no había habido un acceso en él. Los pantalones de vaqueros de mercado, y David Mirkin pensó que era correcto para satirizar a ella.
Cuando los animadores coreanos fueron animando la secuencia con Marge en el curso de formación de arma de fuego, no sabían cómo dibujar correctamente la "carcasa entrante de la pistola" porque las armas eran ilegales en Corea. Ellos tenían que consultar con los animadores americanos, que les aconsejó que vieran películas para que pudieran dibujar adecuadamente las armas de fuego. El diseño original para el uniforme de policía de Marge tenía el pelo de Marge de pie (como normalmente lo es) con el sombrero en la parte superior. El director Mark Kirkland se encontró con ese fundamente para la puesta en escena, lo que alteró el diseño para tener el pelo recogido hacia abajo. David Mirkin indicó más adelante que si el diseño se había utilizado, habría pedido a cambiar porque que estaban tratando de representar Marge como un policía serio.